# Brighton International 1991
Il Brighton International 1991 è stato un torneo femminile di tennis giocato sul sintetico indoor. È stata la 14ª edizione del Brighton International, che fa parte della categoria Tier II nell'ambito del WTA Tour 1991. Si è giocato a Brighton in Gran Bretagna, dal 21 al 27 ottobre 1991.

## Campionesse

### Singolare
Steffi Graf ha battuto in finale  Zina Garrison con il punteggio di 5–7, 6–4, 6–1

### Doppio
Pam Shriver /  Nataša Zvereva hanno battuto in finale  Zina Garrison /  Lori McNeil con il punteggio di 6–1, 6–2